# 二階堂頼綱
二階堂 頼綱（にかいどう よりつな）は、鎌倉時代中期の御家人。鎌倉幕府政所執事。

## 生涯
延応元年（1239年）政所執事二階堂行綱の次男として生まれる。長子が夭折したため嫡男として育った。文永6年（1269年）検非違使の任と左衛門尉に叙される。文永11年（1274年）下総守となり建治元年（1275年）引付衆に加わる。建治3年（1278年）伊豆で伊豆権現の宗徒が争乱を起こすと、評定衆三善倫経とともに伊豆に赴き鎮撫に当たった。その後弘安4年（1281年）父行綱の死去に伴って政所執事となり、翌年には評定衆となった。
弘安6年（1283年）10月24日死去。享年45。政所執事は叔父の二階堂行忠が後継した。

## 経歴
- 文永6年（1269年）12月 - 使宣旨。左衛門尉[3]
- 文永9年（1272年）7月 - 叙留[4]
- 文永11年（1274年）7月 - 下総守[4]
- 建治元年（1275年） - 引付衆[5]
- 弘安4年（1281年）7月 - 政所執事[4]
- 弘安5年（1282年）2月 - 評定衆[6]
- 弘安6年（1283年）10月24日 - 卒。享年45[4]

## 関連資料
- 東京大学史料編纂所　大日本史料総合データベース『史料総覧』